# Hamefiti
Hamefiti, termin koji u botanici označava životni oblik višegodišnjih biljaka kojima pupovi prezimljavaju blizu zemlje, prekriveni snijegom, obično 10-50 cm iznad tla. Poglavito su to polugrmovi i patuljasti grmovi, niske, polegle i puzajuće drvenaste biljke iz sjevernih tundri i visokih planina.
U Hrvatskoj od hamifita uz ostale rastu: obalni petrovac (Crithmum maritimum), kretska svinđuša (Lotus cytisoides), modrozeleni omakalj (Arthrocaulon macrostachyum, sin. Arthrocnemum macrostachyum), kritično ugroženi uskolisni slak (Convolvulus lineatus), srebrni slak (Convolvulus cneorum), mličer (Euphorbia pinea)